# Башуковский сельский совет (Кременецкий район)
Башуковский сельский совет (укр. Башуківська сільська рада) — входит в состав
Кременецкого района
Тернопольской области
Украины.
Административный центр сельского совета находится в 
с. Башуки.

## История
- 1710 — дата образования.

## Населённые пункты совета
- с. Башуки
- с. Новый Алексинец